# 薩布
薩布（SABU，1964年11月18日—）生於日本和歌山，日本電影導演。

## 生平
以演員身份進入電影界後，1996年以自編劇本首次執導的電影《彈丸飛人》，並參加第47屆柏林影展影電影大觀單元。影片《失憶星期一》以及《幸福之鐘》分別於2000年和2003年受邀參加金馬國際影展，此後打開他在台灣藝術電影領域的知名度。2015年執導電影《天之茶助》入選柏林影展競賽單元，2017年執導電影《龍先生》再度入選柏林影展競賽單元。

## 電影作品
- 《彈丸飛人》（1996）
- 《盜信奇緣》（1997）
- 《UNLUCKY MONKEY》（1998）
- 《失憶星期一》（2000）
- 《殺手阿一》（2001）
- 《司機》（2002）
- 《幸福之鐘》（2003）
- 《Hard Luck Hero》（2003年）
- 《Hold Up Down》（2005年）
- 《疾走》（2005年）
- 《蟹工船》（2009年）
- 《白兔玩偶》（2011年）
- 《活屍女僕 Miss ZOMBIE》（2013年）
- 《幻三十郎》（2014年）
- 《PANIC IN》（2015年）
- 《天之茶助》（2015年）
- 《幸福頭盔》（2017年）
- 《龍先生》（2017）

## 外部連結
- SABU影片